# Tracy (Califórnia)
Tracy é uma cidade localizada no estado americano da Califórnia, no condado de San Joaquin. Foi incorporada em 22 de julho de 1910.

## Geografia
De acordo com o United States Census Bureau, a cidade tem uma área de 57,3 km², onde 57 km² estão cobertos por terra e 0,3 km² por água.

### Localidades na vizinhança
O diagrama seguinte representa as localidades num raio de 24 km ao redor de Tracy.

## Demografia
Segundo o censo nacional de 2010, a sua população é de 82 922 habitantes e sua densidade populacional é de 1 455,29 hab/km². Possui 25 963 residências, que resulta em uma densidade de 455,65 residências/km².